# Augustyn Swaczyna
Augustyn Swaczyna (ur. 10 lipca 1896 w Solcy, zm. 10 września 1939 pod Uluczem) – major piechoty Wojska Polskiego, działacz niepodległościowy, kawaler Orderu Virtuti Militari.

## Życiorys
10 lipca 1896 w Solcy na Śląsku Cieszyńskim, w rodzinie Andrzeja i Franciszki z domu Feber . Do 1914 ukończył pięć klas w Polskim Gimnazjum Realnym imienia Juliusza Słowackiego w Orłowej (klasę szóstą ukończył w dwudziestoleciu międzywojennym). W latach 1912–1914 był członkiem Drużyn „Sokoła”.
16 sierpnia 1914 wstąpił do Legionów Polskich i został przydzielony do 8. kompanii 2 pułku piechoty. 18 października tego roku został mianowany sekcyjnym. Został również odznaczony austriackim Brązowym Medalem Waleczności. 9 czerwca 1915 został ranny. 7 listopada 1915 pod Bielgowem dostał się do niewoli rosyjskiej. 18 lutego 1918 w Żwańcu, po ucieczce z niewoli, wstąpił do Brygady Karpackiej, a później został przydzielony do 14 pułku strzelców polskich. 11 maja 1918 w bitwie pod Kaniowem dostał się do niemieckiej niewoli. W Tartowie pod Kijowem uciekł z niewoli i wstąpił do Polskiej Organizacji Wojskowej, a 10 września 1918 do 15 pułku strzelców polskich. W Odessie dowódca pułku awansował go na sierżanta.
29 czerwca 1919 został przeniesiony do Batalionu Zapasowego 33 pułku piechoty, a 31 sierpnia tego roku skierowany do 33 pułku piechoty na froncie bolsewickim. 15 maja 1920 został ranny. Po piętnastodniowym pobycie w szpitalu w Wilnie, wrócił na front. 5 lipca dostał się do bolszewickiej niewoli, z której uciekł 19 września 1920. Ponownie wrócił do macierzystego pułku i kontynuował w nim służbę przez kolejnych siedem lat. 16 listopada 1927 został przeniesiony do 4 pułku strzelców podhalańskich w Cieszynie. We wrześniu 1933 został przesunięty na stanowisko dowódcy Dywizyjnego Kursu Podchorążych Rezerwy 21 Dywizji Piechoty Górskiej przy 4 psp. 4 lutego 1934 prezydent RP nadał mu z dniem 1 stycznia 1934 stopień majora w korpusie oficerów piechoty i 41. lokatą. W kwietniu tego roku został przeniesiony do 75 pułku piechoty w Chorzowie na stanowisko dowódcy batalionu.
Od 1936 dowódca batalionu „Sejny”, a potem baonu KOP „Delatyn”. Poległ 10 września 1939 pod Uluczem nad Sanem.
Był żonaty.

## Ordery i odznaczenia
- Krzyż Srebrny Orderu Wojskowego Virtuti Militari nr 6924 – 10 maja 1922[14][1]
- Krzyż Niepodległości – 9 listopada 1931 „za pracę w dziele odzyskania niepodległości”[15][16]
- Krzyż Walecznych czterokrotnie[4]
- Złoty Krzyż Zasługi – 1938 „za zasługi na polu pracy społecznej”[17][18]
- Srebrny Krzyż Zasługi – 10 listopada 1928 „w uznaniu zasług, położonych na polu pracy w poszczególnych działach wojskowości”[19][20]
- Medal Pamiątkowy za Wojnę 1918–1921 – 1928[4]
- Medal Dziesięciolecia Odzyskanej Niepodległości – 1928[4]
- Medal Zwycięstwa – 14 października 1924 „za Kaniów”[21][4]
- Brązowy Medal Waleczności[5]
- Odznaka za Rany i Kontuzje z dwiema gwiazdkami[22]